# Nationalstraße 10 (Taiwan)
Die Nationalstraße 10 (chinesisch 國道十號, Pinyin Guódào qī hào, engl. National freeway 10) ist eine Autobahn in Taiwan. Die Autobahn verläuft als Ost-West-Strecke im Wesentlichen durch das Stadtgebiet von Kaohsiung und führt vom Bezirk Zuoying in der Kernstadt zum Stadtteil Qishan und darüber hinaus in die angrenzende Gemeinde Ligang im Landkreis Pingtung. Die Länge der Straße beträgt 34 Kilometer.

## Verlauf
Die Nationalstraße 10 beginnt nördlich der Innenstadt von Kaohsiung und wird mit je zwei Fahrstreifen pro Fahrbahn auf einer Brücke geführt. Nach zwei Kilometern kreuzt die Autobahn den Nationalstraße 1, die als Nord-Süd-Autobahn von Taipeh nach Kaohsiung führt. Danach verfügt die Autobahn über insgesamt sechs Fahrstreifen. Die Strecke verläuft dann in nordöstlicher Richtung durch die Vorstadt. Weiter östlich ist das Gebiet bewaldet und hügelig. Im weiteren Straßenverlauf kreuzt die Autobahn die Nationalstraße 3, die zweite Nord-Süd-Autobahn von Taipeh in Richtung Süden. Hiernach hat die Autobahn nur noch zwei Fahrstreifen pro Fahrbahn und führt dann durch ruhige ländliche Gegenden bis nach Qishan. Die Autobahn endet dort an einer Kreuzung mit der Provinzstraße 3.

## Geschichte
Die gesamte Autobahn wurde für den Verkehr am 14. November 1999 eröffnet.
| von       | nach   | Länge | Datum             |
| --------- | ------ | ----- | ----------------- |
| Kaohsiung | Qishan | 33 km | 14. November 1999 |

## Verkehrsaufkommen
Im Jahr 2009 wurden 60.000 Fahrzeuge täglich bei Renwu gezählt. Bei Qishan wurde eine Anzahl von 20.000 Fahrzeugen täglich festgestellt.

## Ausbauzustand
| von                            | nach                           | Länge | Fahrbahnen × Fahrstreifen |
| ------------------------------ | ------------------------------ | ----- | ------------------------- |
| Kaohsiung                      | Kreuz mit der NH 1             | 2 km  | 2×2                       |
| Kreuz mit der Nationalstraße 1 | Kreuz mit der Nationalstraße 3 | 18 km | 2×3                       |
| Kreuz mit der Nationalstraße 3 | Qishan                         | 14 km | 2×2                       |